# Browningieae
Browningieae es una tribu perteneciente a la familia Cactaceae en la subfamilia Cactoideae. 
Las especies de Browningieae son similares a un gran arbusto o pequeño árbol. Sus columnas no están estructuradas u organizadas. Las costillas son por lo general muy espinosas. Las flores que son grandes o medianas suelen abrir por la noche. Las areolas con espinas o cerdas. Los frutos son carnosos, calvos o con espinas. Las semillas son grandes y a menudo arrugadas. 

## Distribución
La tribu Browningieae se encuentra en  la región de América del Sur en los Andes y las Islas Galápagos. Fue descrita en 1966 por Franz Buxbaum.

## Géneros
Tiene los siguientes géneros. 
- Armatocereus -
- Browningia -
- Jasminocereus -
- Neoraimondia -
- Stetsonia